# Hanni Tchelley
Hanny Tchelley-Etibou de son vrai nom Hanny Tchelley Brigitte Epse Etibou est une actrice, productrice, réalisatrice et écrivaine ivoirienne,. Elle est l'épouse du chanteur ivoirien François Kency.
Elle est par ailleurs, depuis 1998, l'organisatrice du Festival du court-métrage (FICA) à Abidjan.

## Biographie
Hanny Tchelley-Etibou commence sa formation artistique à l'Institut National des Arts d'Abidjan de 1983 à 1985 en Conservatoire de danse et musique. Elle Obtient en 1985 son diplôme de Chorégraphe Margareth Morris Movement (MMM) et effectue un stage à Londres, Stourbridge et Kiddeminster en Grande Bretagne.
Elle se révèle au grand public grâce au film Bal poussière d'Henri Duparc où elle joue comme actrice après avoir joué dans d'autres longs métrages de cinématographiques. Après dix années d'exil à la suite de la crise post-électorale de 2010-2011 en Côte d'Ivoire, elle fait son entrée en 2023 dans la catégorie des auteures ivoiriennes en publiant un livre intitulé Et si c'était à refaire ? .

## Publication
- 2023 : Et si c'était à refaire ? , GAD Editions[6]

## Filmographie

### Actrice dans
- 1983 : Ablakon de Roger Gnoan M'Bala
- 1985 : Visages de femmes de Désiré Ecaré
- 1987 : Les guérisseurs de Sijiri Bakaba
- 1988 : Bal Poussière, de Henri Duparc avec Naky Sy Savane, Bakary Bamba, Akissi Delta, Bagnon et Taba Therese
- 1990 : Les étrangers de Djim Kola
- 1991 : Hyènes de Djibril Diop Mambety
- 1992 : Outrages de Jean-Louis Koula
- 1993 : Tanoe des Lagunes de Sijiri Bakaba
- 1999 : Droits et devoirs d'Henri Duparc
- 1999 : fiction Winrock International - Los Angeles

### Réalisation
- 2000 : Et demain ? , documentaire
- 2006 : 1 Éléphant dans l'œil , film documentaire
- 2006 : Décentralisation, enjeux & bilan , film documentaire
- 2010 : Un homme, une vision , long métrage documentaire

### Production

#### TV
- 1999 : Productrice déléguée de l'émission Afrique Etoiles+
- 2003 : Conception et présentation de l'émission On est ensemble
- 2003 : Conception et présentation de l'émission Plan.Net Cinéma
- 2007 : Conception et présentation de l'émission Entr'Nous Objectif Paix

#### Films
- 1994 : Co-auteur et productrice déléguée de Sida dans la Cité I
- 1996 : Co-auteur et coproductrice de Sida dans la Cité II
- 2002 : Productrice de Vies de femmes